# Saison 2012-2013 des Girondins de Bordeaux
 (juin 2023).
Si vous disposez d'ouvrages ou d'articles de référence ou si vous connaissez des sites web de qualité traitant du thème abordé ici, merci de compléter l'article en donnant les références utiles à sa vérifiabilité et en les liant à la section « Notes et références ».
Maillots
Dernière mise à jour : 31 mai 2013.
Chronologie
Saison précédente Saison suivante
Les Girondins de Bordeaux sont engagés cette année dans quatre compétitions : la Ligue 1, la Coupe de la Ligue où ils n'entreront qu'à partir du stade des 8e de finale, la Coupe de France et la Ligue Europa, démarrant en barrages.

## Effectif

### Équipe première
| Numéro             | Nom                         | Nationalité            | Poste(s)        | Depuis          | Date de naissance (Âge) | En provenance de       |
| Gardiens de but    | Gardiens de but             | Gardiens de but        | Gardiens de but | Gardiens de but | Gardiens de but         | Gardiens de but        |
| ------------------ | --------------------------- | ---------------------- | --------------- | --------------- | ----------------------- | ---------------------- |
| 1                  | Abdoulaye Keita             | Drapeau de la France   | GB              | 2009            | 16 août 1990            | Centre de formation    |
| 16                 | Cédric Carrasso             | Drapeau de la France   | GB              | 2009            | 30 décembre 1981        | Toulouse FC            |
| 30                 | Kevin Olimpa                | Drapeau de la France   | GB              | 2007            | 10 mars 1988            | Centre de formation    |
| 40                 | Azbe Jug                    | Drapeau de la Slovénie | GB              | 2011            | 3 mars 1992             | NK Interblock          |
| Défenseurs         |                             |                        |                 |                 |                         |                        |
| 3                  | Henrique                    | Drapeau du Brésil      | DC              | 2005            | 2 mai 1993              | Flamengo               |
| 6                  | Ludovic Sané                | Drapeau du Sénégal     | DC              | 2009            | 22 mars 1987            | US Lormont             |
| 22                 | Julien Faubert              | Drapeau de la France   | AD              | 2013            | 1er août 1983           | Elazığspor             |
| 23                 | Florian Marange             | Drapeau de la France   | AG              | 2004            | 3 mars 1986             | Centre de formation    |
| 25                 | Mariano                     | Drapeau du Brésil      | AD              | 2012            | 23 juin 1986            | Fluminense             |
| 27                 | Marc Planus                 | Drapeau de la France   | DC              | 2002            | 7 mars 1982             | Centre de formation    |
| 28                 | Benoît Trémoulinas          | Drapeau de la France   | AG              | 2007            | 28 décembre 1985        | Centre de formation    |
| 29                 | Maxime Poundjé              | Drapeau de la France   | AG              | 2011            | 16 août 1992            | Centre de formation    |
| Milieux de terrain |                             |                        |                 |                 |                         |                        |
| 4                  | Ludovic Obraniak            | Drapeau de la Pologne  | MO              | 2012            | 10 novembre 1984        | LOSC Lille             |
| 7                  | Landry N'Guemo              | Drapeau de la France   | MDF             | 2011            | 28 novembre 1985        | AS Nancy-Lorraine      |
| 17                 | André Biyogo Poko           | Drapeau du Gabon       | MDF             | 2011            | 1er janvier 1993        | US Bitam               |
| 18                 | Jaroslav Plašil (capitaine) | Drapeau de la Tchéquie | MC              | 2009            | 5 janvier 1982          | CA Osasuna             |
| 26                 | Grégory Sertic              | Drapeau de la France   | MC              | 2008            | 5 août 1989             | Centre de formation    |
| Attaquants         |                             |                        |                 |                 |                         |                        |
| 8                  | Fahid Ben Khalfallah        | Drapeau de la Tunisie  | AiD             | 2010            | 9 octobre 1982          | Valenciennes FC        |
| 9                  | Diego Rolán                 | Drapeau de l'Uruguay   | AC              | 2013            | 24 mars 1993            | Defensor SC            |
| 11                 | David Bellion               | Drapeau de la France   | AC              | 2007            | 27 novembre 1982        | OGC Nice               |
| 12                 | Hadi Sacko                  | Drapeau du Mali        | AiG             | 2012            | 24 mars 1994            | Centre de formation    |
| 13                 | Evan Chevalier              | Drapeau de la France   | AiG             | 2012            | 13 mai 1992             | Centre de formation    |
| 14                 | Cheick Diabaté              | Drapeau du Mali        | AC              | 2008            | 25 avril 1988           | Centre Salif Keita     |
| 19                 | Nicolas Maurice-Belay       | Drapeau de la France   | AiG             | 2011            | 19 avril 1985           | FC Sochaux-Montbéliard |
| 20                 | Henri Saivet                | Drapeau de la France   | AiD             | 2007            | 26 octobre 1990         | Centre de formation    |
| 24                 | Abdou Traoré                | Drapeau du Mali        | AiD             | 2008            | 17 janvier 1988         | Cercle olympique       |

### Staff managérial
| Emploi                  | Staff            |
| ----------------------- | ---------------- |
| Entraîneur              | Francis Gillot   |
| Entraîneur adjoint      | Alain Bénédet    |
| Entraîneur adjoint      | René Lobello     |
| Entraîneur des gardiens | Dominique Dropsy |
| Entraîneur des gardiens | Franck Mantaux   |
| Médecin                 | Serge Dubeau     |
| Préparateur physique    | Éric Bedouet     |

Source : http://www.girondins.com/

## Avant-saison

### Transfert

#### Mercato estival 2012/2013
| Mercato d’été       |             |                               |                        |                 |
| Nom                 | Nationalité | Type                          | Provenance/Destination | Division        |
| Arrivées            |             |                               |                        |                 |
| Retours de prêt     |             |                               |                        |                 |
| Salif Sané          | France      | Retour de prêt                | AS Nancy Lorraine      | Ligue 1         |
| Grzegorz Krychowiak | Pologne     | Retour de prêt                | FC Nantes              | Ligue 2         |
| Maxime Poundje      | France      | Retour de prêt                | Nîmes Olympique        | Ligue 2         |
| Anthony Modeste     | France      | Retour de prêt                | Blackburn Rovers       | FL Championship |
| Vujadin Savić       | Serbie      | Retour de prêt                | SG Dynamo Dresde       | 2. Bundesliga   |
| Signatures pros     |             |                               |                        |                 |
| Evan Chevalier      | France      | 1er contrat pro               | Réserve FCGB           | CFA             |
| Maxime Poundje      | France      | 1er contrat pro               | Réserve FCGB           | CFA             |
| Hadi Sacko          | France      | 1er contrat pro               | Réserve FCGB           | CFA             |
| Gaëtan Laborde      | France      | 1er contrat pro               | Réserve FCGB           | CFA             |
| Départs             |             |                               |                        |                 |
| Salif Sané          | France      | Transfert définitif (1,5 M €) | AS Nancy Lorraine      | Ligue 1         |
| Grzegorz Krychowiak | Pologne     | Transfert définitif (0.8 M €) | Stade de Reims         | Ligue 1         |
| Michaël Ciani       | France      | Transfert définitif (2.5 M €) | Lazio Rome             | Série A         |
| Prêt                |             |                               |                        |                 |
| Vujadin Savić       | Serbie      | Prêt sans option d'achat      | SG Dynamo Dresde       | 2. Bundesliga   |
| Evan Chevalier      | France      | Prêt sans option d'achat      | GFCO Ajaccio           | Ligue 2         |
| Emiliano Sala       | Argentine   | Prêt sans option d'achat      | US Orléans             | National        |
| Anthony Modeste     | France      | Prêt sans option d'achat      | SC Bastia              | Ligue 1         |
| Retour de prêt      |             |                               |                        |                 |
| Fin de contrat      |             |                               |                        |                 |

#### Mercato hivernal 2012/2013
| 'Mercato d’hiver |             |                                            |                        |                          |
| Nom              | Nationalité | Type                                       | Provenance/Destination | Division                 |
| Arrivées         |             |                                            |                        |                          |
| Diego Rolán      | Uruguay     | Transfert définitif (4 ans et demi)        | Defensor Sporting Club | Primera División Uruguay |
| Julien Faubert   | France      | Libre                                      | Elazığspor             | Spor Toto Süper Lig      |
| Retours de prêt  |             |                                            |                        |                          |
| Evan Chevalier   | France      | Retour de prêt                             | GFCO Ajaccio           | Ligue 2                  |
| Signatures pros  |             |                                            |                        |                          |
| Départs          |             |                                            |                        |                          |
| Yoan Gouffran    | France      | Transfert définitif (2,5 millions d'euros) | Newcastle United FC    | Premier League           |
| Prêt             |             |                                            |                        |                          |
| Matthieu Chalmé  | France      | Prêt sans option d'achat                   | AC Ajaccio             | Ligue 1                  |
| Jussiê           | Brésil      | Prêt avec option d'achat                   | Al Wasl Dubaï          | UAE Pro League           |
| Retour de prêt   |             |                                            |                        |                          |
| Fin de contrat   |             |                                            |                        |                          |

### Préparation d'avant-saison
Les Girondins reprennent le chemin de l'entraînement le 2 juillet 2012. Ils effectuent un stage de préparation du 8 au 14 juillet à Divonne-les-Bains. Les Girondins enchaînent ensuite avec 7 matchs de préparation jusqu'à la reprise du championnat, le '10 août 2012.

## Saison 2012-2013

### Ligue 1
| Date              | No. | Adversaire             | Lieu | Résultat | Buteurs pour le FCGB                                                          | Buteurs adverses                                                      | Classement | Affluence | Diffuseur                     |
| 11 août 2012      | 1   | Évian Thonon Gaillard  | Ext. | 2 - 3    | Ludovic Obraniak 11e · Yoan Gouffran 14e · Henri Saivet 52e                   | Daniel Wass 17e · Saber Khalifa 90+2e                                 | 1er        | 9 048     | Multiplex Canal+ / BeIN Sport |
| 19 août 2012      | 2   | Stade rennais          | Dom. | 1 - 0    | Ludovic Obraniak 75e                                                          | -                                                                     | 4e         | 22 163    | BeIN Sport                    |
| 26 août 2012      | 3   | Paris Saint-Germain    | Ext. | 0 - 0    | -                                                                             | -                                                                     | 4e         | 41 164    | Canal+                        |
| 2 septembre 2012  | 4   | OGC Nice               | Dom. | 1 - 1    | Henri Saivet 86e                                                              | Mahamane Traoré 90+2e                                                 | 4e         | 18 042    | BeIN Sport                    |
| 15 septembre 2012 | 5   | Valenciennes FC        | Ext. | 0 - 0    | -                                                                             | -                                                                     | 5e         | 15 073    | BeIN Sport                    |
| 23 septembre 2012 | 6   | AC Ajaccio             | Dom. | 2 - 2    | Henrique 54e · Yoan Gouffran 78e                                              | Ricardo Faty 64e · Chahir Belghazouani 90+2e                          | 6e         | 16 295    | BeIN Sport                    |
| 30 septembre 2012 | 7   | Olympique lyonnais     | Ext. | 0 - 2    | Benoît Trémoulinas 65e · Cheick Diabaté 82e                                   | -                                                                     | 5e         | 30 881    | BeIN Sport                    |
| 7 octobre 2012    | 8   | Stade brestois         | Ext. | 1 - 1    | Cheick Diabaté 68e                                                            | Eden Ben Basat 37e                                                    | 6e         | 11 158    | BeIN Sport                    |
| 19 octobre 2012   | 9   | Lille OSC              | Dom. | 1 - 1    | Ludovic Obraniak 19e ·                                                        | Marko Baša 90+3e ·                                                    | 6e         | 19 884    | BeIN Sport                    |
| 28 octobre 2012   | 10  | SC Bastia              | Ext. | 3 - 1    | Yoan Gouffran 30e                                                             | Florian Thauvin 6e 17e · Wahbi Khazri 56e                             | 8e         | 13 552    | BeIN Sport                    |
| 3 novembre 2012   | 11  | Toulouse FC            | Dom. | 1 - 0    | Yoan Gouffran 87e                                                             | -                                                                     | 7e         | 17 975    | Canal+                        |
| 10 novembre 2012  | 12  | FC Lorient             | Ext. | 0 - 4    | Jussiê 19e · Ludovic Obraniak 33e · Henri Saivet 53e · Yoan Gouffran 58e      | -                                                                     | 6e         | 15 868    | BeIN Sport                    |
| 18 novembre 2012  | 13  | Olympique de Marseille | Dom. | 1 - 0    | Yoan Gouffran 52e                                                             | -                                                                     | 2e         | 28 464    | Canal+                        |
| 24 novembre 2012  | 14  | Montpellier HSC        | Ext. | 1 - 0    | -                                                                             | Rémy Cabella 68e                                                      | 5e         | 16 416    | BeIN Sport                    |
| 1er décembre 2012 | 15  | FC Sochaux-Montbéliard | Dom. | 2 - 2    | Jérôme Roussillon 40e (csc) · Yoan Gouffran 47e                               | Loic Poujol 33e · Rafael Dias 87e                                     | 6e         | 15 554    | BeIN Sport                    |
| 9 décembre 2012   | 16  | Stade de Reims         | Ext. | 0 - 0    | -                                                                             | -                                                                     | 6e         | 16 021    | BeIN Sport                    |
| 13 décembre 2012  | 17  | AS Saint-Étienne       | Dom. | 0 - 0    | -                                                                             | -                                                                     | 5e         | 19 066    | Canal+ Sport                  |
| 16 décembre 2012  | 18  | AS Nancy-Lorraine      | Ext. | 1 - 1    | Henri Saivet 76e                                                              | Djamel Bakar 32e                                                      | 7e         | 16 409    | BeIN Sport                    |
| 22 décembre 2012  | 19  | ES Troyes              | Dom. | 0 - 0    | -                                                                             | -                                                                     | 7e         | 19 726    | BeIN Sport                    |
| 12 janvier 2013   | 20  | Stade rennais          | Ext. | 0 - 2    | Yoan Gouffran 57e · Henri Saivet 66e                                          | -                                                                     | 4e         | 22 276    | BeIN Sport                    |
| 20 janvier 2013   | 21  | Paris Saint-Germain    | Dom. | 0 - 1    | -                                                                             | Zlatan Ibrahimović 43e                                                | 7e         | 32 013    | Canal+                        |
| 27 janvier 2013   | 22  | OGC Nice               | Ext. | 0 - 1    | Henri Saivet 58e                                                              | -                                                                     | 5e         | 12 062    | BeIN Sport                    |
| 2 février 2013    | 23  | Valenciennes FC        | Dom. | 2 - 0    | David Bellion 33e · Ludovic Obraniak 71e                                      | -                                                                     | 4e         | 15 256    | BeIN Sport                    |
| 9 février 2013    | 24  | AC Ajaccio             | Ext. | 1 - 0    | -                                                                             | Ricardo Faty 31e                                                      | 7e         | 6 513     | BeIN Sport                    |
| 17 février 2013   | 25  | Olympique lyonnais     | Dom. | 0 - 4    | -                                                                             | Clément Grenier 15e 73e · Gueida Fofana 65e · Alexandre Lacazette 75e | 9e         | 27 240    | BeIN Sport                    |
| 24 février 2013   | 26  | Stade brestois         | Dom. | 0 - 2    | -                                                                             | Benoît Trémoulinas 19e (csc) · Ahmed Kantari 83e (pen.)               | 10e        | 14 261    | BeIN Sport                    |
| 2 mars 2013       | 27  | Lille OSC              | Ext. | 2 - 1    | Jaroslav Plašil 31e (pen.)                                                    | Ronny Rodelin 59e · Salomon Kalou 72e                                 | 10e        | 40 409    | Canal+                        |
| 9 mars 2013       | 28  | SC Bastia              | Dom. | 1 - 0    | Cheick Diabaté 57e                                                            | -                                                                     | 9e         | 15 963    | BeIN Sport                    |
| 17 mars 2013      | 29  | Toulouse FC            | Ext. | 0 - 0    | -                                                                             | -                                                                     | 9e         | 17 794    | BeIN Sport                    |
| 30 mars 2013      | 30  | FC Lorient             | Dom. | 1 - 1    | Ludovic Obraniak 85e                                                          | Jérémie Aliadière 42e                                                 | 9e         | 18 153    | BeIN Sport                    |
| 6 avril 2013      | 31  | Olympique de Marseille | Ext. | 1 - 0    | -                                                                             | André-Pierre Gignac 41e                                               | 9e         | 32 841    | Canal+ Sport / BeIN Sport     |
| 13 avril 2013     | 32  | Montpellier HSC        | Dom. | 4 - 2    | Lamine Sané 11e · Cheick Diabaté 24e · Jaroslav Plašil 26e · Henri Saivet 54e | Rémy Cabella 45+1e · Benjamin Stambouli 90+2e                         | 9e         | 20 277    | BeIN Sport                    |
| 21 avril 2013     | 33  | FC Sochaux-Montbéliard | Ext. | 2 - 2    | Mariano 51e · Cheick Diabaté 78e                                              | Ryad Boudebouz 34e (pen.) · Cédric Bakambu 64e                        | 9e         | 16 356    | BeIN Sport                    |
| 27 avril 2013     | 34  | Stade de Reims         | Dom. | 0 - 0    | -                                                                             | -                                                                     | 9e         | 18 059    | BeIN Sport                    |
| 4 mai 2013        | 35  | AS Saint-Étienne       | Ext. | 0 - 0    | -                                                                             | -                                                                     | 9e         | 24 229    | BeIN Sport                    |
| 11 mai 2013       | 36  | AS Nancy-Lorraine      | Dom. | 3 - 2    | André Biyogo Poko 41e · Henri Saivet 45e · Cheick Diabaté 86e                 | Lossémy Karaboué 65e · Salif Sané 80e                                 | 8e         | 15 271    | BeIN Sport                    |
| 18 mai 2013       | 37  | ES Troyes              | Ext. | 1 - 0    | -                                                                             | Fabien Camus 56e                                                      | 9e         | 15 487    | BeIN Sport                    |
| 26 mai 2013       | 38  | Évian Thonon Gaillard  | Dom. | 2 - 1    | Cheick Diabaté 5e (pen.) · Cheick Diabaté 34e                                 | Yannick Sagbo 45+3e (pen.)                                            | 7e         | 15 000    | Multiplex Canal+ / BeIN Sport |

### Ligue Europa
En se classant 5e la saison précédente, le FC Girondins de Bordeaux participe à l'édition 2012-2013 de la Ligue Europa et commence son parcours en tour de barrages.

#### Tours préliminaires
Le tirage au sort de l'adversaire des Girondins de Bordeaux a lieu le 10 août 2012. Le match aller se déroule le 23 août et le match retour, le 30 août.
| Date         | Tour            | Adversaire                  | Lieu      | Résultat | Buteurs pour le FCGB                        | Buteurs adverses                          | Affluence | Diffuseur  |
| 23 août 2012 | Barrages aller  | FK Étoile rouge de Belgrade | Extérieur | 0 - 0    | -                                           | -                                         | 39 482    | BeIN Sport |
| 30 août 2012 | Barrages retour | FK Étoile rouge de Belgrade | Domicile  | 3 - 2    | Yoan Gouffran 53e 90+3e (pen.) · Jussiê 71e | Filip Mladenović 45+2e · Nikola Mikić 90e | 21 789    | BeIN Sport |

#### Phase de poules
| Date              | Tour | Adversaire          | Lieu      | Résultat | Buteurs pour le FCGB                                                      | Buteurs adverses                                         | Affluence | Diffuseur  |
| 20 septembre 2012 | J 1  | Club Bruges         | Domicile  | 4 - 0    | Lamine Sané 13e · Yoan Gouffran 27e · Bjorn Engels 47e (csc) · Jussiê 66e | -                                                        | 13 609    | BeIN Sport |
| 4 octobre 2012    | J 2  | Newcastle United FC | Extérieur | 3 - 0    | -                                                                         | Shola Ameobi 16e · Henrique 40e (csc) · Papiss Cissé 49e | 29 000    | W9         |
| 25 octobre 2012   | J 3  | CS Maritimo         | Extérieur | 1 - 1    | Yoan Gouffran 30e                                                         | Valentin Roberge 36e                                     | 4 000     | BeIN Sport |
| 8 novembre 2012   | J 4  | CS Maritimo         | Domicile  | 1 - 0    | David Bellion 16e                                                         | -                                                        | 13 395    | BeIN Sport |
| 22 novembre 2012  | J 5  | Club Bruges         | Extérieur | 1 - 2    | Jussiê 3e 39e                                                             | Maxime Lestienne 85e                                     | 16 500    | BeIN Sport |
| 6 décembre 2012   | J 6  | Newcastle United FC | Domicile  | 2 - 0    | Cheick Diabaté 29e 73e                                                    | -                                                        | 19 983    | W9         |

| Rang | Équipe                | Pts | J | G | N | P | Bp | Bc | Diff |
| ---- | --------------------- | --- | - | - | - | - | -- | -- | ---- |
| 1    | Girondins de Bordeaux | 13  | 6 | 4 | 1 | 1 | 10 | 5  | +5   |
| 2    | Newcastle United      | 9   | 6 | 2 | 3 | 1 | 7  | 5  | +2   |
| 3    | CS Marítimo           | 6   | 6 | 1 | 3 | 2 | 4  | 6  | -2   |
| 4    | Club Bruges           | 4   | 6 | 1 | 1 | 4 | 6  | 11 | -5   |

#### Phases finales
| Date            | Tour                     | Adversaire       | Lieu      | Résultat | Buteurs pour le FCGB                    | Buteurs adverses                     | Affluence | Diffuseur  |
| 14 février 2013 | 1/16ème de finale aller  | Dynamo Kiev      | Extérieur | 1 - 1    | Ludovic Obraniak 23e                    | Lukman Haruna 20e                    | 32 412    | BeIN Sport |
| 21 février 2013 | 1/16ème de finale retour | Dynamo Kiev      | Domicile  | 1 - 0    | Cheick Diabaté 41e                      | -                                    | 11 889    | W9         |
| 7 mars 2013     | 1/8ème de finale aller   | Benfica Lisbonne | Extérieur | 1 - 0    | -                                       | Cédric Carrasso 21e (csc)            | 43 248    | W9         |
| 14 mars 2013    | 1/8ème de finale retour  | Benfica Lisbonne | Domicile  | 2 - 3    | Cheick Diabaté 74e · Jardel 90+1e (csc) | Jardel 30e · Óscar Cardozo 75e 90+2e | 26 609    | W9         |

### Coupe de France
| Date            | Tour                       | Adversaire               | Lieu            | Résultat           | Buteurs pour le FCGB | Buteurs adverses                                                                                            | Affluence | Diffuseur |
| 6 janvier 2013  | Trente-deuxièmes de finale | LB Châteauroux (Ligue 2) | Extérieur       | 2 - 3              | Fahid Ben Khalfallah 30e · Henrique 81e · Mariano 90+1e                                                                            | Claudio Beauvue 55e · Kévin Afougou 60e                                                                     | 8 215     | France 3  |
| 23 janvier 2013 | Seizièmes de finale        | AS Moulins (CFA)         | Extérieur       | 1 - 2              | Benoît Trémoulinas 51e · David Bellion 59e                                                                                         | Sébastien Ligoule 4e                                                                                        | 3 500     | -         |
| 27 février 2013 | Huitièmes de finale        | US Raon l'Etape (CFA)    | Extérieur       | 2 - 2 5 - 3 t.a.b. | Ludovic Obraniak 58e · Cheick Diabaté 113e · Grégory Sertic · Ludovic Obraniak · Maxime Poundjé · Jaroslav Plašil · Ludovic Sané · | Jean Philippe Dje 64e · Amara Keita 97e · Mounir Hamzaoui · Loïc Demangeon · Olcay Kaya · Trésor Nyamwisi · | 5 400     | -         |
| 17 avril 2013   | Quarts de finale           | RC Lens (Ligue 2)        | Extérieur       | 2 - 3              | Grégory Sertic 58e · Cheick Diabaté 81e · Cheick Diabaté 86e                                                                       | Cédric Carrasso 11e (csc) · Zakarya Bergdich 90+1e                                                          | 38 256    | -         |
| 14 mai 2013     | Demi-finale                | ESTAC Troyes (Ligue 1)   | Extérieur       | 1 - 2              | Cheick Diabaté 41e · Jérémie Bréchet 63e (csc)                                                                                     | Jean-Christophe Bahebeck 7e                                                                                 | 18 456    | Eurosport |
| 31 mai 2013     | Finale                     | Évian TG (Ligue 1)       | Stade de France | 3 - 2              | Cheick Diabaté 39e · Henri Saivet 53e · Cheick Diabaté 89e                                                                         | Yannick Sagbo 51e · Brice Dja Djédjé 70e                                                                    | 77 000    | France 2  |

### Coupe de la Ligue
| Date et horaire                  | Tour                | Adversaire      | Lieu      | Résultat | Buteurs pour le FCGB | Buteurs adverses    | Affluence | Diffuseur |
| Mercredi 31 octobre 2012 - 18h45 | Huitièmes de finale | Montpellier HSC | Extérieur | 1 - 0    | -                    | Jonathan Tinhan 61e | 7 339     | France 4  |

## Classement et statistiques

### Évolution du classement en Ligue 1
| Journée | 1 | 2 | 3 | 4 | 5 | 6 | 7 | 8 | 9 | 10 | 11 | 12 | 13 | 14 | 15 | 16 | 17 | 18 | 19 | 20 | 21 | 22 | 23 | 24 | 25 | 26 | 27 | 28 | 29 | 30 | 31 | 32 | 33 | 34 | 35 | 36 | 37 | 38 | Journées en tête | Nombre de journées relégable |
| ------- | - | - | - | - | - | - | - | - | - | -- | -- | -- | -- | -- | -- | -- | -- | -- | -- | -- | -- | -- | -- | -- | -- | -- | -- | -- | -- | -- | -- | -- | -- | -- | -- | -- | -- | -- | ---------------- | ---------------------------- |
| Rang    | 1 | 4 | 4 | 4 | 5 | 6 | 5 | 6 | 6 | 8  | 7  | 6  | 2  | 5  | 6  | 6  | 5  | 7  | 7  | 4  | 7  | 5  | 4  | 7  | 9  | 10 | 10 | 9  | 9  | 9  | 9  | 9  | 9  | 9  | 9  | 8  | 9  | 7  | 1                | 0                            |

### Statistiques collectives
| Compétition       | Débute au tour             | Place ou tour final | Première rencontre | Dernière rencontre | Nombre de matchs |
| Ligue Europa      | Barrages                   | Huitièmes de finale | Jeudi 23 août 2012 | 14 mars 2013       | 12               |
| Ligue 1           | -                          | 7e place            | 10 août 2012       | 26 mai 2013        | 38               |
| Coupe de France   | Trente-deuxièmes de finale | Vainqueur           | 6 janvier 2013     | 31 mai 2013        | 6                |
| Coupe de la Ligue | Huitièmes de finale        | Huitièmes de finale | 31 octobre 2012    | 31 octobre 2012    | 1                |

### Statistiques buteurs
| Place | Nom                  | Championnat de L1 | Coupe de France | Coupe de la Ligue | Ligue Europa | TOTAL des BUTS |
| 1     | Cheick Diabaté       | 8 buts            | 6 buts          | -                 | 4 buts       | 18 buts        |
| 2     | Yoan Gouffran        | 8 buts            | -               | -                 | 4 buts       | 12 buts        |
| 3     | Henri Saivet         | 8 buts            | 1 but           | -                 | -            | 9 buts         |
| 4     | Ludovic Obraniak     | 6 buts            | 1 but           | -                 | 1 but        | 8 buts         |
| 5     | Jussiê               | 1 but             | -               | -                 | 4 buts       | 5 buts         |
| 6     | David Bellion        | 1 but             | 1 but           | -                 | 1 but        | 3 buts         |
| 7     | Jaroslav Plašil      | 2 buts            | -               | -                 | -            | 2 buts         |
| 7     | Henrique             | 1 but             | 1 but           | -                 | -            | 2 buts         |
| 7     | Benoît Trémoulinas   | 1 but             | 1 but           | -                 | -            | 2 buts         |
| 7     | Lamine Sané          | 1 but             | -               | -                 | 1 but        | 2 buts         |
| 7     | Mariano              | 1 but             | 1 but           | -                 | -            | 2 buts         |
| 12    | Fahid Ben Khalfallah | -                 | 1 but           | -                 | -            | 1 but          |
| 12    | Grégory Sertic       | -                 | 1 but           | -                 | -            | 1 but          |
| 12    | André Biyogo Poko    | 1 but             | -               | -                 | -            | 1 but          |
| #     | contre son camp      | 1 but             | -               | -                 | 2 buts       | 3 buts         |
| Total | 14 buteurs           | 40 buts           | 14 buts         |                   | 17 buts      | 71 buts        |

Date de mise à jour : le 31 mai 2013.

### Statistiques passeurs
| Place | Nom                   | Championnat de L1 | Coupe de France | Coupe de la Ligue | Ligue Europa | TOTAL des PASSES |
| 1     | Benoît Trémoulinas    | 7 passes          | -               | -                 | 2 passes     | 9 passes         |
| 2     | Mariano               | 2 passes          | 3 passes        | -                 | 1 passe      | 6 passes         |
| 2     | Nicolas Maurice-Belay | 1 passe           | 3 passes        | -                 | 2 passes     | 6 passes         |
| 4     | Fahid Ben Khalfallah  | 4 passes          | -               | -                 | 1 passe      | 5 passes         |
| 4     | Ludovic Obraniak      | 4 passes          | -               | -                 | 1 passe      | 5 passes         |
| 4     | Grégory Sertic        | 2 passes          | 1 passe         | -                 | 2 passes     | 5 passes         |
| 7     | Jaroslav Plašil       | 3 passes          | -               | -                 | -            | 3 passes         |
| 7     | Jussiê                | 3 passes          | -               | -                 | -            | 3 passes         |
| 9     | Cheick Diabaté        | -                 | -               | -                 | 1 passe      | 1 passe          |
| 9     | André Biyogo Poko     | -                 | -               | -                 | 1 passe      | 1 passe          |
| 9     | Henri Saivet          | 1 passe           | -               | -                 | -            | 1 passe          |
| 9     | Abdou Traoré          | 1 passe           | -               | -                 | -            | 1 passe          |
| Total | 12 passeurs girondins | 28 passes         | 7 passes        |                   | 11 passes    | 46 passes        |

Date de mise à jour : le 31 mai 2013.